# 王子顔
王 子顔（おう しがん、生没年不詳）は、唐の外戚。順宗の荘憲皇后の父で、憲宗の母方の祖父。本貫は沂州臨沂県。

## 経歴
王難得の子として生まれた。若くして父の下で征戦に従った。官を歴任して金紫光禄大夫・検校衛尉寺卿に進んだ。荘憲皇后を生んで死去した。元和元年（806年）、憲宗が荘憲太后の南宮に朝見すると、子顔は太師の位を追贈された。

## 子女
- 王重栄（福王傅）
- 王用（字は師柔、太子詹事・検校左散騎常侍・右金吾衛大将軍・太原郡公）[3][2]

## 伝記資料
- 『旧唐書』巻183 列伝第133
- 『新唐書』巻147 列伝第72